# تلون مشتت متوافق
التلون المشتِت المتوافق أو الأنماط المشتتة المتوافقة هي أنماط من التلون التمويهي لدى الحيوانات تتجاوز وظيفة التمويه الاعتيادية المتمثلة في تفكيك استمرارية شكل الحيوان، لضم أجزاء من الجسم تكون منفصلة. يظهر هذا الأمر بشكل بليغ في الضفادع مثل أفريكسالوس فورناسيني إذ يمتد نمط التمويه عبر الجسم والرأس وجميع الأطراف الأربعة، ما يجعل الحيوان يبدو مختلفًا تمامًا عن الضفدع عندما يكون في حالة راحة وأطرافه مطوية إلى جسمه.
أحد الحالات الخاصة هي قناع العين المشتت الذي يموه الميزة الأكثر بروزًا للكثير من الحيوانات ألا وهي العين.

## آلية التمويه

### وصف تاريخي
أوضح عالم الحيوان الإنجليزي وخبير التمويه هيو كوت، في أثناء مناقشة «ضفدع صغير يعرف باسم «ميغاليكسالوس فورناسيني» في الفصل الخاص بالتلون المشتت المتوافق في كتابه في 1940 «التلون التكيفي عند الحيوانات»، وفقًا لكوت:
«لا تصبح طبيعة النمط الرائعة واضحةً إلا عندما يُنظر إليه مقارنة بوضعية الراحة الطبيعية للضفدع... تتحد الوضعية ونظام الألوان المذهل للغاية لإنتاج تأثير استثنائي، يعتمد مظهره الخادع على تفكيك الشكل بأكمله إلى منطقتين متناقضتين بشدة من البني والأبيض. لا يشبه أي منهما جزءًا من ضفدع عند النظر إليهما على حدة. معًا في الطبيعة، يكون التكوين الأبيض وحده لافتًا للنظر. يبرز هذا الشيء ويصرف انتباه المراقب عن الشكل الحقيقي ومحيط الجسم واللواحق التي يكون عليها».
خلص كوت إلى أن التأثير هو التخفي «طالما جرى التعرف على التكوين الزائف على نحو أفضل من التكوين الحقيقي».

### النطاق التصنيفي
يُلاحظ التلون المشتت المتوافق لدى برمائيات أخرى منها الضفدع الشائع، الذي تتحد لديه الأشرطة المظلمة والفاتحة التي تعبر الجسم والساقين الخلفيتين في وضع الراحة، لتضم هياكل تشريحية منفصلة بصريًا وتفكك وتشتت الانتباه بعيدًا عن الخطوط الخارجية الفعلية للجسم.
يستفيد عدد من أنواع العث والفراشات من هذه الآلية؛ منها عثة جمال البلوط وعثة البلوط الصدفية، التي ينسجم فيها النمط الموجود على الجناح الأمامي مع النمط الموجود على الشريط الضيق من الجناح الخلفي والذي يمكن رؤيته في وضع الراحة المعتاد للعثة. تفعل الكثير من أنواع العث والفراشات التي ترتاح وأجنحتها مغلقة، مثل الفراشة البرتقالية، الأمر نفسه ولكن على الجانب السفلي الملون تحت الأجنحة.

### قناع العين المشتت
لأحد أشكال التلون المشتت المتوافق أهميةٌ خاصة. تموه أقنعة العين المشتتة عيون مجموعة متنوعة من الحيوانات، سواء اللافقاريات مثل الجنادب والفقاريات مثل الأسماك والضفادع والطيور والثعابين؛ ولدى بعض الثدييات أنماط مماثلة. يكون للعين شكل مميز ولون داكن تمليه وظيفتها، وتتوضع في الرأس الضعيف ما يجعلها هدفًا طبيعيًا للحيوانات المفترسة. يمكن تمويهها بواسطة نمط مشتت مناسب يتجه نحو العين أو من خلالها، وبعبارة أخرى ينسجم معها، مثل شريط العين المموه لثعبان الكرمة المكسيكي وبعض الأسماك.

### التمويه النشط المنشأ
تمتلك رأسيات القدم القدرة على التمويه النشط، الذي يُستخدم في النهار للإشارة وكذلك للتمويه. في الليل، شوهد أن 86% من الحبار الأسترالي العملاق يختار أنماط التمويه. كانت هذه الأنماط مشتتة في الغالب (41%)، وتنسجم عبر أجزاء جسم الحبار.

## اختبار تجريبي
اختُبر التأثير في تجربتين في 2009 من قبل إينيس كوتهيل وأرون زيكلي. قدمت التجربة الأولى أهدافًا مصنوعة من معجنات صالحة للأكل تشبه العث، مع أو بدون أنماط مشتتة متوافقة، إلى طيور برية تأكل الحشرات. عرضت التجربة الثانية أهدافًا مماثلة للبشر على شاشات الكمبيوتر. وجدوا في كلتا التجربتين أن التشتيت المتوافق كان «آلية فعالة لإخفاء شكل الجسم الذي يكون مكشوفًا دونها».